# Алексіс Родрігес
Алексіс Родрігес Валера (ісп. Alexis Rodríguez Valera; нар. 7 липня 1978, Гавана) — кубинський і азербайджанський борець вільного стилю, переможець і п'ятиразовий призер чемпіонатів світу, Абсолютний чемпіон FILA, чотириразовий переможець і п'ятиразовий призер Панамериканських чемпіонатів, переможець і дворазовий призер Панамериканських ігор, переможець і п'ятиразовий призер Кубків світу, бронзовий призер Олімпійських ігор.

## Біографія
Боротьбою займається з 1985 року. Багато років виступав за збірну Куби, але після одного з турнірів 2008 року, не захотів повертатись на батьківщину і залишився в Іспанії, сподіваючись отримати іспанське громадянство. Але, незважаючи на всі завойовані титули, іспанці не поспішали надати йому громадянство. Три роки спортсмен змушений був підробляти охоронцем в барі, потихеньку тренуючись. У 2011 Алексісу надійшла пропозиція про громадянство від Азербайджану, він погодився і почав виступати за цю країну.

## Спортивні результати на міжнародних змаганнях

### Виступи на Олімпіадах
| Змагання                    | Збірна | Вагова категорія           | Місце  |
| --------------------------- | ------ | -------------------------- | ------ |
| Літні Олімпійські ігри 2000 | Куба   | вільна боротьба, до 130 кг | Бронза |
| Літні Олімпійські ігри 2004 | Куба   | вільна боротьба, до 120 кг | 5      |

### Виступи на Чемпіонатах світу
| Змагання                        | Збірна | Вагова категорія           | Місце  |
| ------------------------------- | ------ | -------------------------- | ------ |
| Чемпіонат світу з боротьби 1997 | Куба   | вільна боротьба, до 130 кг | Срібло |
| Чемпіонат світу з боротьби 1998 | Куба   | вільна боротьба, до 130 кг | Золото |
| Чемпіонат світу з боротьби 1999 | Куба   | вільна боротьба, до 130 кг | 16     |
| Чемпіонат світу з боротьби 2001 | Куба   | вільна боротьба, до 130 кг | Бронза |
| Чемпіонат світу з боротьби 2002 | Куба   | вільна боротьба, до 120 кг | Срібло |
| Чемпіонат світу з боротьби 2005 | Куба   | вільна боротьба, до 120 кг | Срібло |
| Чемпіонат світу з боротьби 2007 | Куба   | вільна боротьба, до 120 кг | Срібло |

### Виступи на Панамериканських чемпіонатах
| Змагання                                   | Збірна | Вагова категорія           | Місце  |
| ------------------------------------------ | ------ | -------------------------- | ------ |
| Панамериканський чемпіонат з боротьби 1997 | Куба   | вільна боротьба, до 125 кг | Золото |
| Панамериканський чемпіонат з боротьби 1998 | Куба   | вільна боротьба, до 130 кг | Срібло |
| Панамериканський чемпіонат з боротьби 2000 | Куба   | вільна боротьба, до 130 кг | Бронза |
| Панамериканський чемпіонат з боротьби 2001 | Куба   | вільна боротьба, до 130 кг | Золото |
| Панамериканський чемпіонат з боротьби 2002 | Куба   | вільна боротьба, до 120 кг | Срібло |
| Панамериканський чемпіонат з боротьби 2004 | Куба   | вільна боротьба, до 120 кг | Золото |
| Панамериканський чемпіонат з боротьби 2005 | Куба   | вільна боротьба, до 120 кг | Бронза |
| Панамериканський чемпіонат з боротьби 2007 | Куба   | вільна боротьба, до 120 кг | Золото |
| Панамериканський чемпіонат з боротьби 2008 | Куба   | вільна боротьба, до 120 кг | Бронза |

### Виступи на Панамериканських іграх
| Змагання                  | Збірна | Вагова категорія           | Місце  |
| ------------------------- | ------ | -------------------------- | ------ |
| Панамериканські ігри 1999 | Куба   | вільна боротьба, до 130 кг | Срібло |
| Панамериканські ігри 2003 | Куба   | вільна боротьба, до 120 кг | Бронза |
| Панамериканські ігри 2007 | Куба   | вільна боротьба, до 120 кг | Золото |

### Виступи на Кубках світу
| Змагання                    | Збірна      | Вагова категорія                  | Місце  |
| --------------------------- | ----------- | --------------------------------- | ------ |
| Кубок світу з боротьби 1996 | Куба        | вільна боротьба, до 130 кг        | Срібло |
| Кубок світу з боротьби 1997 | Куба        | вільна боротьба, до 125 кг        | Срібло |
| Кубок світу з боротьби 1998 | Куба        | вільна боротьба, до 130 кг        | Бронза |
| Кубок світу з боротьби 1999 | Куба        | вільна боротьба, до 130 кг        | Срібло |
| Кубок світу з боротьби 2000 | Куба        | вільна боротьба, до 130 кг        | 5      |
| Кубок світу з боротьби 2004 | Куба        | вільна боротьба, до 120 кг        |        |
| Кубок світу з боротьби 2005 | Куба        | вільна боротьба, до 120 кг        | Золото |
| Кубок світу з боротьби 2008 | Куба        | вільна боротьба, до 120 кг        |        |
| Кубок світу з боротьби 2014 | Азербайджан | греко-римська боротьба, до 130 кг | Бронза |

### Виступи на Абсолютних чемпіонатах
| Змагання                       | Збірна | Вагова категорія                            | Місце  |
| ------------------------------ | ------ | ------------------------------------------- | ------ |
| Абсолютний чемпіонат FILA 2003 | Куба   | вільна боротьба, до 120 кг                  | Золото |
| Абсолютний чемпіонат FILA 2003 | Куба   | вільна боротьба, абсолютна вагова категорія | Золото |

### Виступи на інших змаганнях
| Змагання                                                             | Збірна      | Вагова категорія           | Місце  |
| -------------------------------------------------------------------- | ----------- | -------------------------- | ------ |
| Панамериканський Олімпійський кваліфікаційний турнір з боротьби 1996 | Куба        | вільна боротьба, до 130 кг | Срібло |
| Міжнародний меморіал Дейва Шульца 2003                               | Куба        | вільна боротьба, до 120 кг | Золото |
| Олімпійський кваліфікаційний турнір з боротьби 2004 (Братислава)     | Куба        | вільна боротьба, до 120 кг | Золото |
| Гран-прі Німеччини з боротьби 2007                                   | Куба        | вільна боротьба, до 120 кг | Золото |
| Турнір Алі Алієва 2011                                               | Азербайджан | вільна боротьба, до 120 кг | 5      |
| Золотий Гран-прі з боротьби 2014 (Баку)                              | Азербайджан | вільна боротьба, до 125 кг | 5      |

### Виступи на змаганнях молодших вікових груп
| Змагання                                      | Збірна | Вагова категорія           | Місце  |
| --------------------------------------------- | ------ | -------------------------- | ------ |
| Чемпіонат світу з боротьби серед юніорів 1996 | Куба   | вільна боротьба, до 115 кг | Золото |
| Чемпіонат світу з боротьби серед юніорів 1997 | Куба   | вільна боротьба, до 115 кг | Срібло |